# Masnières
Masnières é uma comuna francesa na região administrativa de Altos da França, no departamento do Norte. Estende-se por uma área de 10.97 km². Em 2010 a comuna tinha 2 760 habitantes (densidade: 251,6 hab./km²).